# Людвік Маліновський
Людвік Маліновський (пол. Ludwik Malinowski; 1802 — 1872) — римо-католицький священник, професор морального богослов'я на філософському факультеті Львівського університету, очолював кафедру педагогіки, ректор Львівського університету в 1861—1862 році, канонік Львівської римо-католицької капітули.

## Життєпис
Викладав моральне богослов'я на філософському факультеті Львівського університету та очолював кафедру педагогіки. У зимовому семестрі 1855—1856 навчального року читав предмет «Загальні основи виховання та їхнє застосування для розвитку фізичних та інтелектуальних здібностей». Був префектом Львівської римо-католицької семінарії. Від 1 березня 1865 року — канонік капітули. Викладав у Львівському університеті до 1866 року.
Написав: «Theses ex universa Theologia, quas in Univ. d. 17 Juli 1856» (Львів 1856).